# Additives weißes gaußsches Rauschen
Als additives weißes gaußsches Rauschen, kurz AWGR oder AWGN (englisch additive white Gaussian noise) wird ein Kanalmodell bezeichnet, bei dem der Einfluss des Kanals auf das Nutzsignal modelliert wird durch ein Rauschsignal mit konstanter spektraler Rauschleistungsdichte (weißes Rauschen) und gaußverteilter Signalamplitude, welches sich dem Nutzsignal überlagert (addiert).

## Modell
In der Nachrichtentechnik hat das einfache mathematische Modell eines AWGR-Kanals Bedeutung erlangt. Wird ein Nutzsignal s(t) durch diesen Kanal gesandt, so enthält das Signal g(t) am Empfänger zusätzlich zum Nutzsignal auch additive Störungen n(t), die eine Realisierung eines WGR-Prozesses darstellen:
{\displaystyle s(t)+n(t)=g(t)}
Dieses einfache Modell bildet viele reale Effekte der Nachrichtenübertragung nicht ab, wie Interferenz, Mehrwegeausbreitung oder Dispersion.
Zu beachten:
- weißes Rauschen ist nicht immer gaußverteilt.
- aus gaußscher Verteilung darf nicht das Vorhandensein eines WGR-Prozesses gefolgert werden.

## Beispiel
Thermisches Rauschen in elektronischen Bauteilen – etwa in einem Widerstand – lässt sich näherungsweise durch einen additiven weißen gaußschen Rauschprozess modellieren:
Die Momentanspannung ist in diesem Modell zu jedem Zeitpunkt gaußverteilt, und die Spannung zu verschiedenen Zeitpunkten ist gänzlich unkorreliert. Sehr kleine Rauschspannungen (im praktischen Beispiel im Bereich von nV, µV) kommen mit sehr hoher Wahrscheinlichkeit vor; die Wahrscheinlichkeit, dass Rauschamplituden im Bereich von Volt oder gar Kilovolt auftreten, ist jedoch sehr gering.

## Weitere Arten von Rauschen
- Braunes Rauschen (Brownsches Rauschen, 1/f²-Rauschen)
- 1/f-Rauschen
- Luminanzrauschen